# C-NCAP
| Puesto según cantidad de ventas de vehículos en 2017 | País           | Número estimado de muertes viales cada 100.000 habitantes, 2018 |
| ---------------------------------------------------- | -------------- | --------------------------------------------------------------- |
| 1                                                    | China          | 18.2                                                            |
| 2                                                    | Estados Unidos | 12.4                                                            |
| 3                                                    | Japón          | 4.1                                                             |
| 4                                                    | India          | 22.6                                                            |
| 5                                                    | Alemania       | 4.1                                                             |
| 6                                                    | Reino Unido    | 3.1                                                             |
| 7                                                    | Francia        | 5.5                                                             |
| 8                                                    | Brasil         | 19.7                                                            |
| 9                                                    | Italia         | 5.6                                                             |
| 10                                                   | Canadá         | 5.8                                                             |

El China New Car Assessment Program (o C-NCAP; en chino, 中国新车评价规程) es un programa de seguridad automotriz fundado el año 2006 por la China Automotive Technology and Research Center (CATARC).
C-NCAP publica reportes de seguridad pasiva de vehículos nuevos basándose en su comportamiento en pruebas de impacto frontales y laterales.

## Etiquetado obligatorio
Desde 2020, es obligatorio mostrar una etiqueta de seguridad con todas la unidades de exposición en Malasia. La información impresa no indica la presencia de sistema antibloqueo de ruedas, control de estabilidad, sistema de control de la presión de los neumáticos, hill-holder, asistente de velocidad inteligente, eCall de choque, eCall de presencia, advertencia de alcoholemia, fatiga o distracción y technología anti-robo y ausencia de keyless como ventajas. Parece que los NCAPs menos estrictos que el local o que no penalizan la inflamabilidad, toxicidad del incendio, toxicidad del ciclo de vida, verdadero impacto climático, impacto acuífero, impacto laboral y sobre la población, impacto sobre la biodiversidad, baja ciberseguridad o a los vehículos pesados o enemigos de los peatones no están prohibidos.